# Bélabánya
Bélabánya (régi nevén Fejérbánya, szlovákul: Banská Belá, németül: Düllen) község Szlovákiában, a Besztercebányai kerületben, a Selmecbányai járásban.

## Fekvése
Selmecbányától 5 km-re, északra található.

## Története
1228-ban Bela alakban írva említik először. Egykor Selmecbányához tartozott bányásztelepülés, ezüstbányáját 1228-ban és 1385-ben is említik. 1352-ben Dilln, 1387-ben Feierbanya, 1516-ban Belabanya írásmóddal szerepel a forrásokban. 1352-ben még Selmecbánya bányaterületének volt része. Később Saskő várának birtokosai megpróbálták Selmectől elvenni és Saskő várához csatolni, de csak a huszita mozgalmak alatt vált el Selmecbányától. 1450-ben városi rangot kapott. 1453-ban V. László király megerősítette Bélabánya városi kiváltságait, ekkor a Felvidék egyik legnépesebb bányásztelepülése volt. Mátyás király idejében, 1464-ben 5-600-en lakták. Ezután a korábbi hat alsó-magyarországi bányaváros közösségébe lépett, melyek szövetséggé alakultak.
Alsómagyarországi bányavárosok: Korpona, Körmöcbánya, Selmecbánya, Besztercebánya, Újbánya, Bakabánya, Libetbánya, Bélabánya, Breznóbánya.
Felsőmagyarországi bányavárosok: Szomolnok, Merény, Szepesremete, Gölnicbánya.
Később Bélabánya bányászata – földrajzi fekvésénél fogva – Selmecbányáéval szorosan összefüggött. Iskoláját 1565-ben alapították. 1552-ben és 1664-ben elpusztította a török. 1572-ben szabad királyi várossá nyilvánították, a 18. században Selmecbányával egyesítették. 1715-ben 85 háztartást számláltak, lakói bányászok, szénégetők, ácsok, kovácsok voltak. 1720-ban 4 malom működött a településen. 1786-ban Bélabányát ismét Selmecbányához csatolták. 1828-ban 276 házát 1436-an lakták.
Vályi András szerint "BÉLA BÁNYA. Düln, Beláh. Szabad Királyi Bánya Város Hont Vármegyében, lakosai katolikusok, és evangélikusok, fekszik Selymetz Bányátol mintegy fél mértföldnyire, a’ Besztercze Bánya felé vezető útban. Hajdan nevezetesebb virágzásban vala, kivált III. BÉLA Királynak idejekor, míg bányái haszon vehetők valának; de ma nagyobb a’ híre, mint vagyonnya. Határja sovány, fája mind a’ két féle bővséggel, réttyei legelője néhol jók, harmadik Osztálybéli."
Fényes Elek szerint "Bélabánya, (Dilla), kir. város, Honth vgyében, Selmecz mellett. A 14-dik században Selmeczhez tartozott, de később tőle elszakadt. Rudolf 1572-ben Selmezcczel együtt királyi bányavárosnak tevé, de evvel majd ismét egyesült s jelenleg is egy tanács alatt áll, bár portája külön van. Kath. paroch. temploma régi épület. Számlál 1048 kath., 362 evang. – tót és német lakosokat; több érczzuzó s aranymosó szineket."
1852-ben ismét önálló várossá lett, de később újból egyesítették Selmecbányával. A trianoni békeszerződés előtt a Hont vármegye területén fekvő Selmec- és Bélabánya törvényhatósági jogú város része volt.
Ezután lakói főként az iparban, kisebb részben a mezőgazdaságban dolgoztak, illetve kézművességgel foglalkoztak. 1954 óta újra önálló település, két-háromszáz éves bányászházai ma is állnak.

## Népessége
| Év:            | 1994. | 2004.   | 2014.   | 2024.   |
| -------------- | ----- | ------- | ------- | ------- |
| Emberek száma: | 1258  | 1234    | 1208    | 1154    |
| Eltérés:       |       | -1,90 % | -2,10 % | -4,47 % |

| Év:            | 2023. | 2024.   |
| -------------- | ----- | ------- |
| Emberek száma: | 1159  | 1154    |
| Eltérés:       |       | -0,43 % |

2001-ben 1218 lakosából 1151 szlovák volt.
2011-ben 1244 lakosából 1132 szlovák.

## Neves személyek
- Itt született 1848-ban Rappensberger Vilmos kegyes tanítórendi áldozópap és főgimnáziumi igazgató.
- Itt született 1902-ben Pavol Poliak pedagógus.
- Itt szolgált Lázár Jakab (1824-1895) magyar királyi erdőmester, erdészeti szakíró.
- Itt szolgált Szitnyai József (1842–1906) királyi tanácsos, Selmec- és Bélabánya polgármestere.
- Itt szolgált Csermely István (1862-1928) magyar fémkohómérnök, elektrokémikus, bányatanácsos.
- Itt élt Milan Adamčiak (1946-2017) szlovák konceptuális művész, vizuális költő, zeneszerző és zenész.

## Nevezetességei
- A János evangélista tiszteletére szentelt, római katolikus plébániatemploma 1243-ban épült későromán stílusban, majd gótikus és reneszánsz stílusban alakították át.
- Skapulárés Szűz Mária temploma 15. századi, mai formájában barokk stílusú.
- Az egykori iskolaépület 1565-ben épült reneszánsz stílusban.
- 1756-ban készített rokokó Nepomuki Szent János kápolna.
- 1892-ben épített Szent Erzsébet kápolna.
- Az alsóvölgyben álló kúria a 19. század eléjén épült klasszicista stílusban.
- A szlovák nemzeti felkelés emlékműve 1957-ben készült.
- Régi városháza; https://web.archive.org/web/20120819043928/http://www.obnova.sk/pamiatka/stara-radnica.